# Calamagrostis holmii
Calamagrostis holmii är en gräsart som beskrevs av Johan Martin Christian Lange. Calamagrostis holmii ingår i släktet rör, och familjen gräs. Inga underarter finns listade i Catalogue of Life.